# Seznam nagrad in nominacij, ki jih je prejela Britney Spears
Britney Spears je ameriška z grammyjem nagrajena glasbenica. V svoji dvanajstletni karieri je izdala sedem glasbenih albumov, tri kompilacije in dva EP-ja. Po svetu je prodala 100 milijonov kopij svojih del. Zaradi tega je postala najbolje prodajana ženska glasbenica med letoma 2000 in 2009. Britney Spears je bila nominirana za osem grammyjev, od katerih je prvega dobila v kategoriji za »najboljši dance posnetek« za singl » Toxic« leta 2005. Dobila je tudi štiri nagrade MTV Video Music Awards in šestnajst nagrad Teen Choice Awards, s čimer je postala ženska ustvarjalka, ki je dobila največ teh nagrad. Vsega skupaj je Britney Spears v svoji karieri prejela 305 nagrad in 431 nominacij. Je ena izmed največkrat nagrajenih glasbenikov vseh časov.

## Film in televizija

### MTV Movie Awards
| 2002 | Več kot dekle | Najbolje oblečena      | Nominirana |
| 2002 | Več kot dekle | Ženski prebojni nastop | Nominirana |

### Zlate maline
| 2003 | Več kot dekle                    | Najslabša igralka                    | Nominirana |
| 2003 | Več kot dekle                    | Najslabši par na ekranu              | Osvojila   |
| 2005 | Fahrenheit 9/11                  | Najslabša stranska igralka           | Nominirana |
| 2006 | Britney Spears & Kevin Federline | Najslabši dolgočasni tarči tabloidov | Osvojila   |

### BMI Film & TV Awards
| 2005 | Britney Spears, Scott Bennett (Zoey 101) | Najboljša originalna pesem | Osvojila |
| 2008 | Britney Spears, Scott Bennett (Zoey 101) | Najboljša originalna pesem | Osvojila |

### Teen Choice Awards
| 2002 | Več kot dekle                                   | Izbira filma: Igralka, drama/akcijska avantura | Osvojila |
| 2002 | Britney Spears, Anson Mount (iz: Več kot dekle) | Izbira filma: Kemija                           | Osvojila |
| 2005 | Britney & Kevin: Chaotic                        | Choice TV Show: Reality                        | Osvojila |
| 2005 | Ona                                             | Izbira TV: Ženska osebnost                     | Osvojila |

### People's Choice Awards
| 2009 | Kako sem spoznal vajino mamo | Najljubša gostovalna ženska igralka, ki krade blišč | Nominirana |
| 2011 | Glee                         | Najljubša TV gostovalna zvezdnica                   | Nominirana |

## Glasba

### Grammyji
| 2000 | Ona                       | Najboljši novi ustvarjalec          | Nominirana |
| 2000 | »...Baby One More Time«   | Najboljši ženski pop vokalni nastop | Nominirana |
| 2001 | »Oops!... I Did It Again« | Najboljši ženski pop vokalni nastop | Nominirana |
| 2001 | Oops!... I Did It Again   | Najboljši pop vokalni album         | Nominirana |
| 2003 | »Overprotected«           | Najboljši ženski pop vokalni nastop | Nominirana |
| 2003 | Britney                   | Najboljši pop vokalni album         | Nominirana |
| 2005 | »Toxic«                   | Najboljši dance posnetek            | Osvojila   |
| 2010 | »Womanizer«               | Najboljši dance posnetek            | Nominirana |

#### Danski grammyji
| 2000 | Ona | Najboljši mednarodni novi ustvarjalec | Osvojila |

#### Polski grammyji
| 2010 | »Womanizer« | Mednarodna digitalna pesem leta | Osvojila |

### American Music Awards
| 2000 | Ona                    | Najljubša pop/rock ženska ustvarjalka | Osvojila   |
| 2000 | Ona                    | Najljubša pop/rock ženska ustvarjalka | Nominirana |
| 2000 | ...Baby One More Time  | Najljubši pop/rock album              | Nominirana |
| 2001 | Ona                    | Najljubša pop/rock ženska ustvarjalka | Nominirana |
| 2001 | Oops!...I Did It Again | Najljubši pop/rock album              | Nominirana |

### World Music Awards
| 2000 | Ona | Najbolje prodajana ženska pop ustvarjalka   | Osvojila   |
| 2001 | Ona | Najbolje prodajana ženska pop ustvarjalka   | Osvojila   |
| 2001 | Ona | Najbolje prodajana ženska dance ustvarjalka | Osvojila   |
| 2002 | Ona | Najbolje prodajana ženska pop ustvarjalka   | Nominirana |

### The Brit Awards
| 2000 | Ona | Najboljši mednarodni novinec | Nominirana |
| 2000 | Ona | Najboljša mednarodna ženska  | Nominirana |
| 2001 | Ona | Najboljša mednarodna ženska  | Nominirana |
| 2001 | Ona | Pop akt                      | Nominirana |

### MuchMusic Video Awards
| 1999 | »...Baby One More Time« | Najljubši mednarodni ustvarjalec    | Osvojila   |
| 2004 | »Toxic«                 | Najljubši mednarodni video          | Nominirana |
| 2004 | »Toxic«                 | Najljubši mednarodni ustvarjalec    | Nominirana |
| 2009 | »Womanizer«             | Mednarodni video leta - Ustvarjalec | Nominirana |

### People's Choice Awards
| 2000 | Ona                     | Najboljši mednarodni ustvarjalec      | Osvojila   |
| 2001 | Ona                     | Najljubši ženski glasbeni ustvarjalec | Nominirana |
| 2004 | Ona                     | Najljubši mednarodni ustvarjalec      | Nominirana |
| 2005 | Britney Spears, Madonna | Najljubši združeni sili               | Nominirana |
| 2010 | Ona                     | Najljubša ženska ustvarjalka          | Nominirana |
| 2010 | Ona                     | Najljubši pop ustvarjalec             | Nominirana |

### Billboard Awards
| 1999 | Ona                                | Najboljši novi ustvarjalec leta                                   | Osvojila   |
| 1999 | Ona                                | Najboljši novi pop ustvarjalec                                    | Osvojila   |
| 1999 | Ona                                | Ženski ustvarjalec leta                                           | Osvojila   |
| 1999 | Ona                                | Ustvarjalec z največ prodanimi singli                             | Nominirana |
| 1999 | Ona                                | Najboljši album ustvarjalca                                       | Nominirana |
| 1999 | Ona                                | Ženska ustvarjalka z albumom leta                                 | Osvojila   |
| 1999 | ...Baby One More Time              | Albumi leta                                                       | Nominirana |
| 2000 | Ona                                | Ustvarjalec z albumom leta                                        | Osvojila   |
| 2000 | »Oops I Did It Again«              | Najbolje prodajan album ženske izvajalke v enem tednu v zgodovini | Osvojila   |
| 2000 | »Oops I Did It Again«              | Rušitelj svetovnih rekordov leta 2000                             | Osvojila   |
| 2001 | »Don't Let Me Be the Last to Know« | Najboljši odrasli posnetek                                        | Nominirana |
| 2004 | »Me Against the Music«             | Najboljša prodaja dance singla leta                               | Osvojila   |
| 2004 | »Me Against the Music«             | Najbolje prodajani dance singl leta                               | Osvojila   |
| 2004 | Ona                                | Ženska ustvarjalka leta                                           | Nominirana |
| 2004 | Ona                                | Ustvarjalec leta                                                  | Nominirana |
| 2008 | Circus                             | Najboljši album                                                   | Osvojila   |

### NRJ Music Awards
| 2005 | Ona         | Mednarodna ženska ustvarjalka leta | Nominirana |
| 2008 | Blackout    | Mednarodni album leta              | Osvojila   |
| 2009 | Ona         | Mednarodna ženska ustvarjalka leta | Osvojila   |
| 2009 | »Womanizer« | Video leta                         | Osvojila   |

### Europe NRJ Radio Awards
| 2000 | Ona | Najboljši mednarodni ženski ustvarjalec leta | Osvojila |

### Teen Choice Awards
| 1999 | ...Baby One More Time               | Izbira glasbe: Singl              | Osvojila   |
| 1999 | Ona                                 | Izbira: 25 pod 25                 | Osvojila   |
| 2000 | »Oops!...I Did It Again«            | Izbira glasbe: Singl              | Nominirana |
| 2000 | Ona                                 | Izbira privlačne osebe            | Osvojila   |
| 2000 | Ona                                 | Izbira glasbe: Ženska ustvarjalka | Osvojila   |
| 2000 | Ona                                 | Izbira nasmeha                    | Nominirana |
| 2001 | »Stronger«                          | Izbira glasbe: Singl              | Nominirana |
| 2001 | Ona                                 | Izbira privlačne ženske           | Osvojila   |
| 2001 | Ona                                 | Izbira glasbe: Ženska ustvarjalka | Osvojila   |
| 2002 | »I'm a Slave 4 U«                   | Izbira glasbe: Singl              | Nominirana |
| 2002 | Ona                                 | Izbira glasbe: Ženska ustvarjalka | Osvojila   |
| 2002 | Ona                                 | Izbira privlačne ženske           | Osvojila   |
| 2003 | Ona                                 | Izbira privlačne ženske           | Nominirana |
| 2003 | Ona                                 | Izbira ženske modne ikone         | Nominirana |
| 2004 | »Toxic«                             | Izbira glasbe: Singl              | Osvojila   |
| 2004 | »Outrageous«                        | Izbira pesmi poletja              | Osvojila   |
| 2004 | »Everytime«                         | Izbira glasbe: Ljubezenska pesem  | Osvojila   |
| 2004 | »Me Against The Music«              | Izbira glasbe: Sodelovanje        | Nominirana |
| 2004 | The Onyx Hotel                      | Izbira glasbe: Tour               | Osvojila   |
| 2004 | Ona                                 | Izbira glasbe: Ženska ustvarjalka | Nominirana |
| 2004 | Ona                                 | Izbira privlačne ženske           | Nominirana |
| 2005 | Ona                                 | Izbira glasbe: Ženska ustvarjalka | Osvojila   |
| 2007 | Ona                                 | Izbira OMG! trenutka              | Osvojila   |
| 2007 | Ona                                 | Izbira: Letni pisec novic         | Osvojila   |
| 2008 | Ona                                 | Izbira glasbe: Ženska ustvarjalka | Nominirana |
| 2008 | Ona                                 | Najbolj fanatični oboževalci      | Osvojila   |
| 2009 | »Circus«                            | Izbira glasbe: Singl              | Nominirana |
| 2009 | Ona                                 | Izbira glasbe: Ženska ustvarjalka | Nominirana |
| 2009 | The Circus Starring: Britney Spears | Izbira glasbe: Turneja            | Nominirana |
| 2009 | Ona                                 | Ultimatna izbira                  | Osvojila   |

#### Izraelske nagrade Teen Choice Awards
| 2006 | Ona | Najboljša ženska pevka | Osvojila |

### MTV Awards

#### MTV Video Music Awards
| 1999 | »...Baby One More Time«   | Najboljši ženski videospot               | Nominirana |
| 1999 | »...Baby One More Time«   | Najboljši pop videospot                  | Nominirana |
| 1999 | »...Baby One More Time«   | Najboljša kinematografija v videospotu   | Nominirana |
| 1999 | »...Baby One More Time«   | Mednarodna izbira občinstva v Rusiji     | Nominirana |
| 2000 | »(You Drive Me) Crazy«    | Najboljši dance videospot                | Nominirana |
| 2000 | »Oops!... I Did It Again« | Najboljši pop videospot                  | Nominirana |
| 2000 | »Oops!... I Did It Again« | Najboljši ženski videospot               | Nominirana |
| 2000 | »Oops!... I Did It Again« | Izbira občinstva                         | Nominirana |
| 2001 | »Stronger«                | Najboljši pop videospot                  | Nominirana |
| 2002 | »I'm a Slave 4 U«         | Najboljši ženski videospot               | Nominirana |
| 2002 | »I'm a Slave 4 U«         | Najboljši dance videospot                | Nominirana |
| 2002 | »I'm a Slave 4 U«         | Najboljša kinematografija v videospotu   | Nominirana |
| 2003 | »Boys (remix)«            | Najboljši videospot iz filma             | Nominirana |
| 2004 | »Toxic«                   | Videospot leta                           | Nominirana |
| 2004 | »Toxic«                   | Najboljši ženski videospot               | Nominirana |
| 2004 | »Toxic«                   | Najboljši pop videospot                  | Nominirana |
| 2004 | »Toxic«                   | Najboljši dance videospot                | Nominirana |
| 2008 | »Piece of Me«             | Videospot leta                           | Osvojila   |
| 2008 | »Piece of Me«             | Najboljši ženski videospot               | Osvojila   |
| 2008 | »Piece of Me«             | Najboljši pop videospot                  | Osvojila   |
| 2009 | »Womanizer«               | Videospot leta                           | Nominirana |
| 2009 | »Womanizer«               | Najboljši pop videospot                  | Osvojila   |
| 2009 | »Circus«                  | Najboljša režija v videospotu            | Nominirana |
| 2009 | »Circus«                  | Najboljša kinematografija v videospotu   | Nominirana |
| 2009 | »Circus«                  | Najboljša umetnostna režija v videospotu | Nominirana |
| 2009 | »Circus«                  | Najboljše urejanje v videospotu          | Nominirana |
| 2009 | »Circus«                  | Najboljša kinematografija v videospotu   | Nominirana |

### MTV Europe Music Awards
| 1999 | »...Baby One More Time«   | Najboljša pesem          | Osvojila   |
| 1999 | Ona                       | Najboljša ženska         | Osvojila   |
| 1999 | Ona                       | Najboljši novi akt       | Osvojila   |
| 1999 | Ona                       | Najboljši pop            | Osvojila   |
| 2000 | »Oops!... I Did It Again« | Najboljša pesem          | Nominirana |
| 2000 | Ona                       | Najboljša ženska         | Nominirana |
| 2000 | Ona                       | Najboljši pop            | Nominirana |
| 2001 | Ona                       | Najboljši pop            | Nominirana |
| 2002 | Ona                       | Najboljša ženska         | Nominirana |
| 2004 | »Toxic«                   | Najboljša pesem          | Nominirana |
| 2004 | Ona                       | Najboljša ženska         | Osvojila   |
| 2004 | Ona                       | Najboljši pop            | Nominirana |
| 2008 | Ona                       | Najboljši akt            | Osvojila   |
| 2008 | Ona                       | Najboljši akt vseh časov | Nominirana |
| 2008 | Blackout                  | Album leta               | Osvojila   |
| 2009 | »Circus«                  | Najboljši videospot      | Nominirana |

#### MTV Asia Awards
| 2002 | Ona                   | Najljubša ženska ustvarjalka | Osvojila   |
| 2003 | »I Love Rock N' Roll« | Najljubši videospot          | Nominirana |
| 2005 | Ona                   | Najljubša ženska ustvarjalka | Nominirana |

#### Los Premios MTV Latinoamérica
| 2002 | Ona         | Najboljša pop ustvarjalka - Mednarodna | Nominirana |
| 2009 | Ona         | Najboljša pop ustvarjalka - Mednarodna | Nominirana |
| 2009 | Ona         | Najboljši klub oboževalcev             | Osvojila   |
| 2009 | »Womanizer« | Najboljši ton zvonenja                 | Nominirana |

#### MTV Video Music Brasil
| 2002 | »I'm a Slave 4 U« | Najboljši mednarodni videospot   | Nominirana |
| 2005 | »Do Somethin'«    | Najboljši mednarodni videospot   | Nominirana |
| 2008 | Ona               | Najboljša mednarodna ustvarjalka | Nominirana |
| 2009 | Ona               | Najboljša mednarodna ustvarjalka | Osvojila   |

#### MTV Video Music Awards Japan
| 2002 | Ona                                       | Najboljša ženska           | Nominirana |
| 2002 | Ona                                       | Najboljši pop              | Nominirana |
| 2004 | »Me Against the Music« (skupaj z Madonno) | Najboljši ženski videospot | Nominirana |
| 2004 | »Me Against the Music« (skupaj z Madonno) | Najboljše sodelovanje      | Nominirana |
| 2009 | »Womanizer«                               | Videospot leta             | Nominirana |
| 2009 | »Womanizer«                               | Najboljši ženski videospot | Nominirana |

#### MTV Australia Awards
| 2005 | Ona      | Najboljša ženska          | Nominirana |
| 2005 | »Toxic«  | Best dance videospot      | Nominirana |
| 2005 | »Toxic«  | Najprivlačnejši videospot | Nominirana |
| 2009 | »Circus« | Najboljši gibi            | Osvojila   |

#### MTV-jeve ženske leta
| 2007 | Ona | 1. mesto | Osvojila |
| 2008 | Ona | 2. mesto | Osvojila |
| 2009 | Ona | 6. mesto | Osvojila |

#### MTV UK
| 2010 | »Toxic« \|Najuspešnejša pesem desetletja | Osvojila |

### Virgin Media Music Awards
| 2007 | Blackout    | Najboljši album                         | Nominirana |
| 2008 | Circus      | Najboljši album                         | Nominirana |
| 2008 | »Womanizer« | Najboljša pesem                         | Nominirana |
| 2008 | Ona         | Najboljši mednarodni akt                | Nominirana |
| 2008 | Ona         | Vrnitev leta                            | Nominirana |
| 2008 | Ona         | Legenda leta                            | Nominirana |
| 2009 | Ona         | Najboljša ženska samostojna ustvarjalka | Osvojila   |
| 2009 | Ona         | Twitter leta                            | Osvojila   |

### Kids' Choice Awards
| 2000 | Ona                                | Najboljša ženska ustvarjalka | Osvojila   |
| 2000 | »(You Drive Me) Crazy«             | Najboljša pesem              | Nominirana |
| 2001 | Ona                                | Najboljša ženska ustvarjalka | Osvojila   |
| 2001 | »Oops!...I Did It Again«           | Najboljša pesem              | Osvojila   |
| 2002 | Ona                                | Najboljša ženska ustvarjalka | Nominirana |
| 2002 | »Don't Let Me Be The Last To Know« | Najboljša pesem              | Nominirana |
| 2003 | Ona                                | Najboljša ženska ustvarjalka | Nominirana |
| 2003 | Ona                                | Najboljše presenečenje       | Nominirana |
| 2005 | »Toxic«                            | Najboljša pesem              | Osvojila   |

### Juno Awards
| 2000 | ...Baby One More Time   | Najbolje prodajani album (tuj ali domač) | Nominirana |
| 2001 | Oops!... I Did It Again | Najbolje prodajani album (tuj ali domač) | Nominirana |
| 2010 | Circus                  | Mednarodni album leta                    | Nominirana |

### Golden Bravo Otto Awards
| 1999 | Ona | Najbolj všečna ustvarjalka         | Osvojila |
| 1999 | Ona | Nagrada Bravo za najboljšo turnejo | Osvojila |
| 2000 | Ona | Najboljša ženska ustvarjalka       | Osvojila |

### Europe Awards
| 1999 | Ona | Ženska z največ oboževalci | Osvojila |
| 1999 | Ona | Najboljša plesalka         | Osvojila |
| 1999 | Ona | Najboljša ženska frizura   | Osvojila |

### International Dance Music Awards
| 2002 | »I'm a Slave 4 U« | Najboljša R&B dance pesem                | Osvojila   |
| 2005 | »Toxic«           | Najboljša pop dance pesem                | Nominirana |
| 2005 | Ona               | Najboljši dance ustvarajlec (samostojen) | Nominirana |
| 2008 | »Gimme More«      | Najboljša pop dance pesem                | Nominirana |
| 2008 | Ona               | Najboljši dance ustvarajlec (samostojen) | Nominirana |
| 2009 | »Womanizer«       | Najboljša pop dance pesem                | Nominirana |
| 2009 | »Womanizer«       | Najboljši videospot                      | Nominirana |
| 2009 | Ona               | Najboljši ustvarjalec (samostojen)       | Nominirana |
| 2010 | 3                 | Najboljša pop dance pesem                | Nominirana |
| 2010 | 3                 | Najboljši videospot                      | Osvojila   |
| 2010 | Ona               | Najboljši ustvarjalec (samostojen)       | Nominirana |

### Smash Hits Poll Winner
| 1999 | Ona | Najboljša ženska samostojna ustvarjalka | Osvojila |
| 1999 | Ona | Najbolje oblečena ženska                | Osvojila |
| 1999 | Ona | Ženska z največ oboževalci              | Osvojila |
| 1999 | Ona | Najboljša plesalka                      | Osvojila |
| 1999 | Ona | Najboljši ženski lasje                  | Osvojila |
| 2000 | Ona | Najbolje oblečena ženska ustvarjalka    | Osvojila |
| 2000 | Ona | Najboljša ženska                        | Osvojila |
| 2000 | Ona | Najboljša ženska frizura                | Osvojila |
| 2000 | Ona | Najboljša plesalka v pop glasbi         | Osvojila |
| 2000 | Ona | Ženska z največ oboževalci              | Osvojila |
| 2001 | Ona | Najboljša ženska ustvarjalka            | Osvojila |
| 2005 | Ona | Najbolje oblečena ženska ustvarjalka    | Osvojila |
| 2011 | Ona | Najboljša samostojna ženska ustvarjalka | Osvojila |
| 2011 | Ona | Najbolje oblečena ženska                | Osvojila |
| 2011 | Ona | Najboljša plesalka                      | Osvojila |
| 2011 | Ona | Ženska z največ oboževalci              | Osvojila |

### Bravo Gold Awards
| 1999 | Ona | Najboljša mednarodna ženska vokalistka | Osvojila |
| 2000 | Ona | Najboljša mednarodna ženska vokalistka | Osvojila |

### Gold Disc Awards
| 1999 | Ona | Najboljša nova mednarodna ustvarjalka | Osvojila |

### Philippines Pop Music Awards
| 2009 | »Womanizer« | Najboljša singl                     | Osvojila |
| 2009 | Ona         | Najboljša ustvarjalka               | Osvojila |
| 2009 | »Womanizer« | Najboljši videospot                 | Osvojila |
| 2009 | Ona         | 3. najboljša ustvarjalka vseh časov | Osvojila |

### Pepsi Awards
| 2001 | Ona | Izbira občinstva za najboljšo žensko | Osvojila |

### Japan Golden Disc Awards
| 2003 | Ona                               | Najboljša mednarodna nova ustvarjalka | Osvojila |
| 2003 | »I'm Not A Girl, Not Yet A Woman« | Najboljši mednarodni videospot        | Osvojila |

### Yahoo!
| 2001 | Ona          | Najbolj iskan ustvarjalec leta | Osvojila |
| 2002 | Ona          | Najbolj iskan ustvarjalec leta | Osvojila |
| 2003 | Ona          | Najbolj iskan ustvarjalec leta | Osvojila |
| 2004 | Ona          | Najbolj iskan ustvarjalec leta | Osvojila |
| 2005 | Ona          | Najbolj iskan ustvarjalec leta | Osvojila |
| 2006 | Ona          | Najbolj iskan ustvarjalec leta | Osvojila |
| 2007 | »Gimme More« | Najboljši novi privlačni zvok  | Osvojila |
| 2007 | Ona          | Najbolj iskan ustvarjalec leta | Osvojila |
| 2008 | Ona          | Najbolj iskana oseba leta      | Osvojila |

### TMF Music Awards
| 2000 | Ona | Najboljša tuja ženska | Osvojila |
| 2000 | Ona | Najboljši novinec     | Osvojila |

### Nagrade revijeRolling Stone
| 2001 | Ona              | Ustvarjalec leta                  | Osvojila |
| 2002 | Ona              | Najbolje oblečena ženska          | Osvojila |
| 2002 | Ona              | Najboljša ženska ustvarjalka leta | Osvojila |
| 2004 | »My Prerogative« | Najboljši videospot               | Osvojila |
| 2009 | »Toxic«          | Pesem desetletja                  | Osvojila |
| 2009 | Blackout         | Album desetletja                  | Osvojila |

### Popstar Magazine Awards
| 2002 | Ona     | Ženska pevka       | Osvojila |
| 2003 | Ona     | Ženska pevka       | Osvojila |
| 2004 | »Toxic« | Trenutni videospot | Osvojila |

### Rekordi vGuinessovi knjigi rekordov
| 1999–2011 | ...Baby One More Time | Najbolje prodajan album najstniške samostojne igralke                                                           | Osvojila |
| 1999–2011 | Britney Spears        | Najbolje prodajana najstniška glasbenica vseh časov                                                             | Osvojila |
| 1999–2011 | Ona                   | Najhitreje prodajani singl v Veliki Britaniji                                                                   | Osvojila |
| 2004      | Ona                   | 4. najbolje prodajana ženska glasbenica v zgodovini glasbe                                                      | Osvojila |
| 2008      | Ona                   | Najbolj iskana oseba                                                                                            | Osvojila |
| 2009      | Ona                   | Najmlajša ženska ustvarjalka s petimi albumi, ki so takoj ob izidu zasedli prvo mesto na lestvici Billboard 200 | Osvojila |

### Groovevolt Awards
| 2005 | »Toxic«     | Videospot leta                              | Osvojila |
| 2005 | In The Zone | Najboljši ženski album                      | Osvojila |
| 2005 | »Everytime« | Najboljši nastop ženske ustvarjalke v pesmi | Osvojila |
| 2005 | Ona         | Najbolj modni ustvarjalec                   | Osvojila |

### Hollywood Reporter
| 1999 | Ona | Najboljša ženska ustvarjalka | Osvojila |
| 1999 | Ona | Najboljši novi ustvarjalec   | Osvojila |

### Indonesia Magazine Music Awards
| 1999 | »...Baby One More Time«           | Najboljša ženska             | Osvojila |
| 1999 | »...Baby One More Time«           | Najboljša pop pesem          | Osvojila |
| 1999 | »...Baby One More Time«           | Najboljša pesem              | Osvojila |
| 1999 | »(You Drive Me) Crazy«            | Najboljši ples               | Osvojila |
| 1999 | »...Baby One More Time«           | Najboljši videospot          | Osvojila |
| 1999 | Ona                               | Ustvarjalec trendov leta     | Osvojila |
| 2000 | »Oops...! I Did It Again«         | Najboljša ženska             | Osvojila |
| 2000 | »Oops...! I Did It Again«         | Najboljša pesem              | Osvojila |
| 2000 | »Oops...! I Did It Again«         | Najboljša pop pesem          | Osvojila |
| 2000 | »Oops...! I Did It Again«         | Najboljši album              | Osvojila |
| 2000 | Ona                               | Ustvarjalec leta             | Osvojila |
| 2001 | »Lucky«                           | Najboljša ženska             | Osvojila |
| 2001 | »Lucky«                           | Najboljša pop pesem          | Osvojila |
| 2001 | »Stronger«                        | Najboljši ples               | Osvojila |
| 2001 | Ona                               | Ustvarjalec leta             | Osvojila |
| 2002 | »I'm a Slave 4 U«                 | Najboljša ženska             | Osvojila |
| 2002 | »I'm a Slave 4 U«                 | Najboljši ples               | Osvojila |
| 2002 | »I'm a Slave 4 U«                 | Najprivlačnejši videospot    | Osvojila |
| 2003 | »I'm Not A Girl, Not Yet A Woman« | Najboljša pop pesem          | Osvojila |
| 2003 | »Overprotected«                   | Najboljši ples               | Osvojila |
| 2004 | »Me Against The Music«            | Najboljša ženska ustvarjalka | Osvojila |
| 2004 | »Me Against The Music«            | Najboljši ples               | Osvojila |
| 2004 | »Me Against The Music«            | Najboljše sodelovanje        | Osvojila |
| 2004 | »Me Against The Music«            | Najboljši stil v videospotu  | Osvojila |
| 2005 | »Everytime«                       | Najboljša pop pesem          | Osvojila |
| 2005 | »Toxic«                           | Najboljši ples               | Osvojila |
| 2005 | »Everytime«                       | Najboljši videospot          | Osvojila |
| 2005 | Ona                               | Ustvarjalec leta             | Osvojila |
| 2005 | Ona                               | Najprivlačnejša ženska leta  | Osvojila |
| 2006 | »Someday (I Will Understand)«     | Najboljša pop pesem          | Osvojila |
| 2006 | »I've Just Begun (Having My Fun)« | Najboljša neizdana pesem     | Osvojila |

### Bravo A List Awards
| 2009 | Ona    | Ustvarjalec leta    | Osvojila |
| 2009 | Circus | Najboljši album     | Osvojila |
| 2009 | Circus | Največkrat naloženo | Osvojila |

### FHM
| 2004 | Ona | Najprivlačnejša ženska na svetu | Osvojila |
| 2008 | Ona | Najprivlačnejša ženska na svetu | Osvojila |
| 2009 | Ona | Najprivlačnejša ženska na svetu | Osvojila |

### Total Finale Live
| 2008 | »...Baby One More Time« | Najbolj ikonski videospot prejšnjega desetletja | Osvojila |
| 2008 | Ona                     | Kraljica TRL-ja                                 | Osvojila |
| 2008 | Ona                     | Kraljica videospotov                            | Osvojila |

### Bambi Awards
| 2008 | Ona | Najboljša mednarodna pop zvezdnica | Osvojila |

### Golden Music Awards
| 2003 | »I'm Not a Girl, Not Yet a Woman« | Najboljši mednarodni videospot | Osvojila |
| 2005 | »Toxic«                           | Videospot leta                 | Osvojila |
| 2005 | Greatest Hits: My Prerogative     | Rock/pop album leta            | Osvojila |

### Capital FM London Awards
| 1999 | Ona | Londonova najljubša mednarodna ženska ustvarjalka | Osvojila |

### France Mellier M6 Awards
| 1999 | »...Baby One More Time« | Najboljši videospot | Osvojila |

### TRL Awards
| 2003 | Ona | Nagrada prve dame | Osvojila |
| 2004 | Ona | Nagrada Gridlock  | Osvojila |

### Shorty Awards
| 2011 | Ona | Glasba          | Še neznan rezultat |
| 2011 | Ona | Slavna osebnost | Še neznan rezultat |
| 2011 | Ona | Ustvarjanje     | Še neznan rezultat |
| 2011 | Ona | Inovacije       | Še neznan rezultat |
| 2011 | Ona | Moda            | Še neznan rezultat |

### Soul and Jazz Awards
| 2010 | »3«          | Singl leta                     | Nominirana |
| 2010 | Ona          | Najboljši pop ustvarjalec leta | Nominirana |
| 2011 | Femme Fatale | Najbolj pričakovan album leta  | Osvojila   |

### Nagrade revijeOK!
| 2009 | Ona | OK!-jevo najprivlačnejše telo leta 2009 | Osvojila |

### Music Week Awards
| 1999 | »...Baby One More Time« | Najbolje prodajani singl ustvarjalca v Veliki Britaniji | Osvojila |

### Premios Amigos
| 1999 | Ona | Najboljša mednarodna ženska      | Osvojila |
| 2000 | Ona | Najboljši mednarodni ustvarjalec | Osvojila |

### Covina Awards
| 2006 | Ona                           | Najboljša ženska ustvarjalka | Osvojila |
| 2006 | »Someday (I Will Understand)« | Najboljše pop pesmi          | Osvojila |

### inMusic Awards
| 2008 | »Womanizer«          | Najboljši videospot   | Osvojila |
| 2008 | »Womanizer«          | Najboljši ustvarjalec | Osvojila |
| 2011 | »Hold it Against Me« | Najboljša pesem       | Osvojila |
| 2011 | »Hold it Against Me« | Najboljši videospot   | Osvojila |

### Nagrade revijePlayboy
| 2008 | Curious              | Najprivlačnejša reklama vseh časov | Osvojila |
| 2009 | »Womanizer«          | Najprivlačnejši videospot          | Osvojila |
| 2011 | »Hold It Against Me« | Najprivlačnejša pesem              | Osvojila |
| 2011 | »Hold It Against Me« | Najprivlačnejši videospot          | Osvojila |

### OVMA
| 2009 | »Womanizer« | Najboljše mešanje zvokov v videospotu | Osvojila |

### Nagrade revijePeople
| 2008 | Ona | Največkrat omenjeno - O zvezdniku | Osvojila |
| 2008 | Ona | Najboljša vrnitev                 | Osvojila |

### Vprašalnik spletne strani Fuse.tv
| 2008 | »Womanizer« | Najboljši videospot                                             | Osvojila |
| 2008 | »Womanizer« | Izbira občinstva                                                | Osvojila |
| 2009 | »Circus«    | Najboljši videospot leta                                        | Osvojila |
| 2010 | Ona         | Primarni provokativni pop                                       | Osvojila |
| 2010 | Ona         | Najprivlačnejša oseba                                           | Osvojila |
| 2010 | Ona         | Kraljica glasbe                                                 | Osvojila |
| 2010 | Ona         | Kdo bo odšel na daljavo?                                        | Osvojila |
| 2010 | Ona         | Britney Spears proti Miley Cyrus: »Not a Girl, Not Yet a Woman« | Osvojila |

### Capital 95.8 FM London Awards
| 2000 | Ona | Najboljša mednarodna ženska ustvarjalka | Osvojila |

### ShockWaves NME Awards
| 2005 | Ona | Najslabše oblečena | Osvojila |                             |          |
| 2005 | Ona | 2007               | Blackout | Najslabši album za Blackout | Osvojila |

## Ostale nagrade
| Leto      | Nagrada                                        | Kategorija                                            | Delo             | Rezultat |
| --------- | ---------------------------------------------- | ----------------------------------------------------- | ---------------- | -------- |
| 1999      | Popcorn Awards                                 | Najboljši mednarodni ustvarjalec                      | Ona              | Osvojila |
| 1999      | Austria Rennbarn Express Awards                | Najboljši novi ustvarjalec                            | Ona              | Osvojila |
| 1999      | Rockbjornen                                    | Tuj ustvarjalec leta                                  | Ona              | Osvojila |
| 2000      | Germany Bravo Gold Awards                      | Najboljša mednarodna ženska vokalistka                | Ona              | Osvojila |
| 2000      | Bravo Supershow Awards                         | Najboljša ženska ustvarjalka                          | Ona              | Osvojila |
| 2000      | UK Capital 95.8 FM London Awards               | Najboljša mednarodna ženska ustvarjalka               | Ona              | Osvojila |
| 2001      | Blockbuster Entertainment Awards               | Najljubša pop ženska ustvarjalka                      | Ona              | Osvojila |
| 2001      | Echo Awards (Nemčija)                          | Najboljša ženska ustvarjalka                          | Ona              | Osvojila |
| 2001      | Premios Mixup                                  | Najljubša ženska ustvarjalka                          | Ona              | Osvojila |
| 2001      | VH1 Awards                                     | Najboljši prikaz popka                                | Ona              | Osvojila |
| 2002      | Nagrada revije Cosmopolitan                    | Zabavna, neustrašna ženska leta                       | Ona              | Osvojila |
| 2002      | Neil Bogart Memorial Fund                      | Nagrada po izbiri otrok                               | Ona              | Osvojila |
| 2003      | Glamour Magazine UK                            | Ženska leta                                           | Ona              | Osvojila |
| 2003      | Revija Forbes                                  | Najvplivnejša slavna osebnost                         | Ona              | Osvojila |
| 2004      | Brasil Music Awards                            | Najboljša mednarodna ženska ustvarjalka               | Ona              | Osvojila |
| 2004      | Rockbear Awards                                | Videospot leta po izbiri kritikov                     | »My Prerogative« | Osvojila |
| 2007      | Blackout                                       | Billboard-ov glasbeni vprašalnik                      | Najboljši album  | Osvojila |
| 2007      | USA Today's Celebrity Heat Index               | Največkrat omenjeno - O slavnih                       | Ona              | Osvojila |
| 2008      | Hello Magazine - Veliki finale                 | Najprivlačnejša ženska                                | Ona              | Osvojila |
| 2008      | Cosmopolitan Ultimate Women of the Year Awards | Ultimatna kraljica vrnitve                            | Ona              | Osvojila |
| 2008      | German GQ's Woman                              | Ženska leta                                           | Ona              | Osvojila |
| 2008      | Billboard-ov vprašalnik za bralce              | Circus                                                | Najboljši album  | Osvojila |
| 2008      | IFPI Switzerland Best Albums                   | Circus                                                | Najboljši album  | Osvojila |
| 2008      | Nagrada revije Entertainment Tonight           | ET-jeva najprivlačnejša naslovnica                    | Ona              | Osvojila |
| 2008      | Perezzies                                      | Najbolj izboljšana oseba                              | Ona              | Osvojila |
| 2009      | Nagrada revije Los Angeles Times               | Najboljše spletne strani slavnih                      | Ona              | Osvojila |
| 2009      | NewNowNext Awards                              | Vedno danes, za vedno naslednjič                      | Ona              | Osvojila |
| 2009      | Glammy Award                                   | Najboljša lepotica                                    | Curious          | Osvojila |
| 2009      | 4 Music                                        | Največja pop zvezdnica na svetu - Ena izmed           | Ona              | Osvojila |
| 2009      | Nagrada bralcev                                | Najboljši živi akt                                    | Ona              | Osvojila |
| 2009      | Perezzies                                      | Najbolj izboljšana oseba                              | Ona              | Osvojila |
| 2009      | Fitsugar                                       | Najboljša pesem za telovadbo                          | »3«              | Osvojila |
| 2009      | Ask Jeeves                                     | Najbolj iskana oseba desetletja                       | Ona              | Osvojila |
| 2010      | Billboard-ov glasbeni vprašalnik               | Najprivlačnejša ženska v glasbeni industriji          | Ona              | Osvojila |
| 2010      | BMI London Awards                              | Pop nagrada                                           | »3«              | Osvojila |
| 2004–2011 | Nepoznano                                      | Najboljše oglaševanje parfuma slavne osebe vseh časov | Ona              | Osvojila |